# 多恩比恩縣
多恩比恩縣（德語：Bezirk Dornbirn）是奧地利福拉爾貝格州的一個縣，位於該州的西北部，西鄰瑞士。面積172.37平方公里。2001年人口75,901人。縣治多恩比恩。
下分3個市镇，其中1个城市，2集镇。1969年自費爾德基希縣分出。